# Westerfield
Westerfield is een civil parish in het Engelse graafschap Suffolk.